# Dermatan-sulfat
Dermatan-sulfat je vrsta organskog sulfata. Ovaj glikozaminoglikan u vezivnom tkivu tvore ovi nanizani disaharidi: od heksuronskih kiselina to su L-iduronska kiselina ili D-glukuronska kiselina, a od heksozamina to je D-galaktozamin. Dermatan-sulfat nalazimo u koži, tetivama i aorti (adventiciji). S kolagenom elektrostatski djeluje u slabom međudjelovanju, većinom s kolagenom tipa I.
Staro ime za dermatan-sulfat je "hondroitin-sulfat B". Nekad ga se svrstavalo u oblike hondroitin-sulfata.